# Prosoplus ominosus
Prosoplus ominosus là một loài bọ cánh cứng trong họ Cerambycidae.